# Frera
La Frera è stata una casa motociclistica e ciclistica italiana, attiva dal 1905 al 1936. Dalla sua fondazione, l'azienda ebbe gli stabilimenti a Tradate e la sede legale e commerciale, al civico n.2 di piazza Missori a Milano.

## La storia
Corrado Frera, soprannominato Il tedesco, era nato il 23 marzo 1859 a Kreuznach, da famiglia di origini francesi, e si era trasferito a Milano nel 1885. Una volta ottenuta la cittadinanza, Frera avviò nel capoluogo lombardo un negozio di giocattoli; passò poi alla vendita di articoli in gomma per ciclisti che ben presto ampliò con l'attività di riparazione e vendita di biciclette e poi di motociclette.

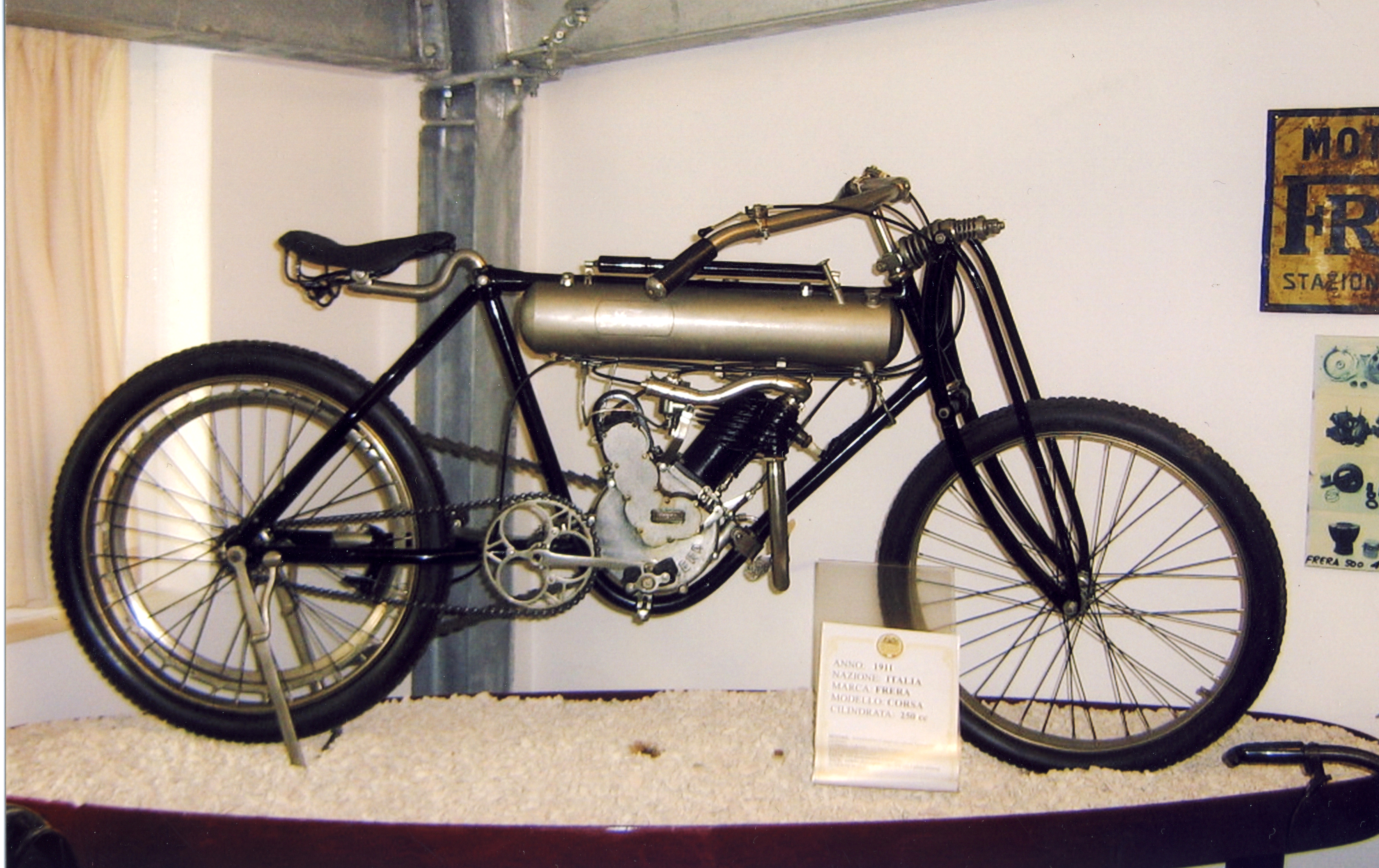
La sottocanna Frera 250 Corsa con motore Zedel, 1911

Negli ultimi anni dell'Ottocento, il negozio-officina di piazza Missori, era divenuto uno dei principali punti di riferimento dei ciclisti e motociclisti milanesi, nel quale si potevano acquistare particolari motociclette con motori svizzeri Zürcher o Lühti, montati su telai ciclistici rinforzati, appositamente realizzati dalla tedesca Neckarsulmer Pfeil e assemblati da Corrado Frera.
Nel 1903, data la grande richiesta, venne impiantata la fabbrica di biciclette Corrado Frera & C. a Tradate, all'epoca in provincia di Como e ben collegata dalla ferrovia con Milano, che due anni dopo verrà trasformata in casa motociclistica.
Fondata nel 1905 col nome di Società Anonima Frera da Corrado Frera, è stata tra le prime case motociclistiche italiane e tra le più grandi dell'epoca come volume produttivo.
Nel 1908 arrivarono le prime commesse militari dai Bersaglieri, e nel 1911 l'azienda fu ulteriormente rafforzata dalle commesse dell'Esercito, che acquistò importanti quantitativi di biciclette a motore e motociclette.
Nei primi anni di attività le moto Frera montavano propulsori costruiti dalla tedesca NSU o dalla franco-svizzera Zedel. Poi si passò alla costruzione di questi ultimi su licenza nella fabbrica di Tradate fino al 1914, anno in cui l'azienda iniziò a progettare e produrre in proprio i motori.
Il suo successo commerciale è dovuto alla bontà dei modelli ed alle commesse militari, infatti la Frera fu il maggiore fornitore di motociclette del Regio Esercito durante la prima guerra mondiale.
La Frera partecipò anche alle competizioni ciclistiche e mototiclistiche, riportando numerose vittorie; tra queste ricordiamo la Roma-Napoli-Roma del 1912 e il Raid Nord-Sud nel 1923 e nel 1925; da segnalare che, nel 1920, fu la prima azienda italiana a progettare motociclette esplicitamente destinate alle corse.
Nel 1919 venne aperto un secondo stabilimento, il "Frera 2", destinato all'assemblaggio, al magazzino e alle attività di amministrazione.

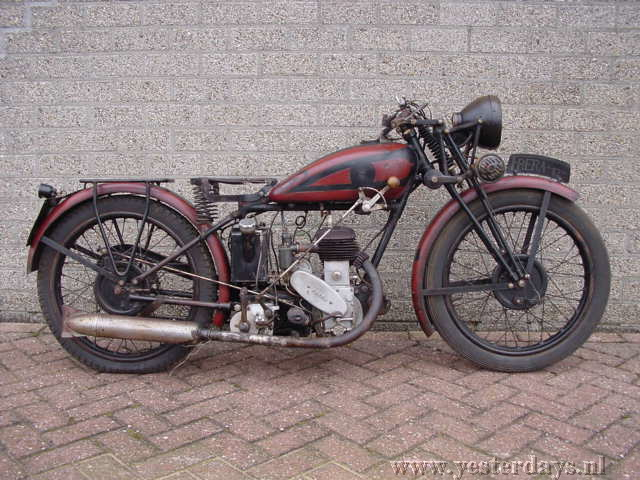
Frera Motoleggera, 1931.

La produzione della Frera seguiva e anticipava in molti casi la velocissima evoluzione dei motocicli di quegli anni e andava dai primi modelli con motore monocilindrico da 1,25 cavalli e telai rigidi fino ai modelli con motori bicilindrici a V (motore V2) con cilindrate fino a 1140 cm³ e trasmissioni a catena, per tornare ai monocilindrici con distribuzione a 4 valvole in testa e sospensioni a parallelogramma anteriormente e forcellone oscillante posteriormente.
La grossa cilindrata di alcuni modelli consentiva il felice abbinamento ad un sidecar.
A partire dal 1923 venne introdotta una maggiore standardizzazione della produzione, al fine di abbassare i costi e aumentare la produzione.
A causa della perdita di commesse statali, aggravata dalla depressione sopraggiunta nel 1929, a l'attività entrò in crisi; nel 1926 e 1927 la produzione aveva registrato una flessione del 50% circa.
Nel 1929 Corrado Frera, in contrasto con il CdA, lasciò l'azienda, sostituito da Emilio Fossio.
Nonostante alcuni tentativi di rilancio, però, la crisi fu aggravata dall'annullamento di alcune commesse da parte della Milizia Stradale, che lasciò la Frera carica di mezzi invenduti. Nel 1932 gli stabilimenti vennero chiusi e il 15 febbraio 1933 l'azienda dichiarò fallimento per la prima volta, con un deficit di quasi 7 milioni di lire. L'azienda cercò quindi un rilancio e un rinnovo delle proprie strutture, ma a causa del mercato stagnante i risultati furono minimi e la Frera chiuse definitivamente nel 1936.
Durante la Seconda guerra mondiale gli ex stabilimenti Frera vennero requisito dallo Stato e adibiti alla produzione bellica.

## Il presente
Nel 1990, il marchio viene acquistato dagli imprenditori veneti Antonio e Vittorio Fontana, che ad Arzergrande iniziano a produrre e commercializzare biciclette con il marchio Frera; il marchio entra a far parte del gruppo Olympia nel 2016.

## Il museo e la ex fabbrica

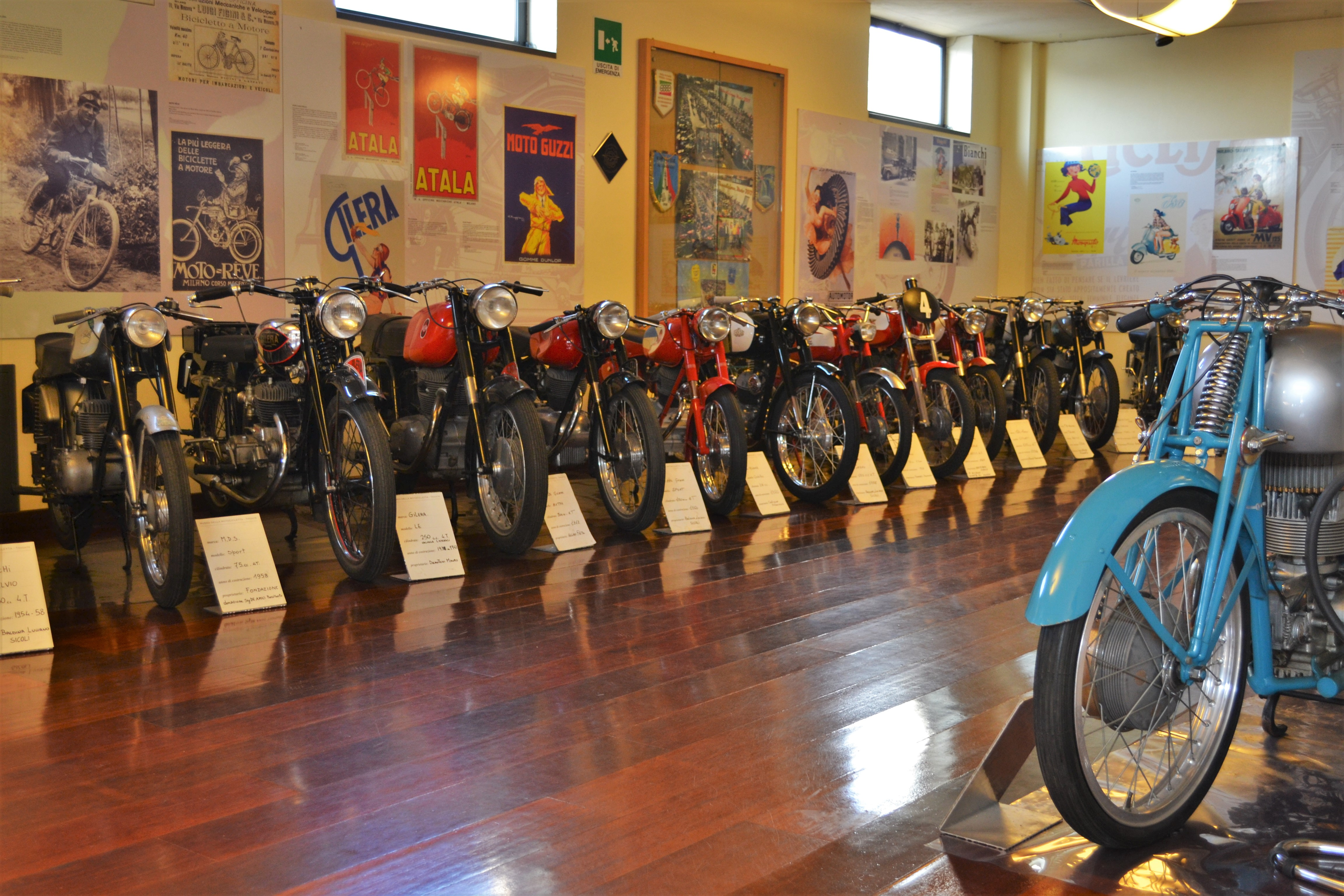
Il Museo Frera di Tradate

Nel 1987 gli ex stabilimenti furono acquistati dal Comune di Tradate, utilizzati inizialmente come deposito. Nel 2005 gli edifici furono recuperati; al suo internò fu collocata la biblioteca pubblica fu inaugurato il Museo della motocicletta, in larga parte dedicato alle Frera. Sono presenti anche modelli di serie e prototipi di Cagiva, MV Agusta e Moto Guzzi e alcuni pezzi inerenti alla distribuzione di carburante appartenenti al Museo Fisogni, sempre a Tradate.  Complessivamente sono esposte circa 50 moto (perlopiù di proprietà soci del Moto Club Amatori Moto Frera); sono inoltre esposti foto e documenti riguardanti la storia dell'azienda. Il Museo è visitabile gratuitamente.